# 上台增七
上台增七，即天貓座41（41 Lyncis）、HD 81688，又名BD+46 1509，SAO 42876、HR 3743，是一颗大熊座的恒星。雖然佛蘭斯蒂德命名法將該恆星列入天貓座，但國際天文聯會於1930年重新劃定各星座範圍時將它劃入大熊座。它的距離以視差量測方式結果是280光年。雖然它被 SIMBAD 認定是聯星，它可能是單一恆星。2008年在上台增七旁發現一顆系外行星。它的视星等为5.41，位于銀經174.22，銀緯46.07，其B1900.0坐标为赤經9h 22m 6.8s，赤緯+46° 46.07′ 23″。
上台增七的光譜類型是 K0 III-IV，在光度分類上是 III-IV，代表它的狀態介於次巨星和巨星之間。它的質量大約是太陽的2倍，不過國友正信等人於2011年發表的論文中將它的質量下修到1.1+0.3
−0.2倍太陽質量。上台增七的半徑已經膨脹到太陽的11倍，光度是太陽的55倍。它的光球層有效溫度是4,789 K，因此是橙色的 K 型恆星。
上台增七以軌道離心率0.21的軌道環繞銀河系中心。因此與銀河系中心的距離在1.85萬到2.82萬光年之間變化。它的軌道與銀河平面距離最高可達1800光年，因此目前仍無法確定它是否屬於分布在銀河盤面上的恆星。

## 行星系統
2008年2月19日在上台增七旁發現系外行星天貓座41b。它的質量是木星的2.7倍，軌道週期184日。
| 成員 (依恆星距離) | 质量   | 半長軸 (AU) | 轨道周期 (天) | 離心率    | 傾角 | 半径 |
| ----------------- | ------ | ----------- | ------------- | --------- | ---- | ---- |
| b                 | 2.7 MJ | 0.81        | 184.02 ± 0.18 | 0 (fixed) | —    | —    |

## 外部連結
- . SIMBAD.
- . The Extrasolar Planets Encyclopaedia.   [2012-08-03]. （原始内容存档于2012-02-10）.
- . webviz.u-strasbg.fr/.   [2012-08-03]. （原始内容存档于2020-11-03）.
- . webviz.u-strasbg.fr/.   [2012-08-03]. （原始内容存档于2017-02-20）.